# Verkiezingen voor het Europees Parlement 1999/Kandidatenlijst/Europees Verkiezers Platform Nederland
Hieronder volgt de kandidatenlijst voor de Europese Parlementsverkiezingen 1999 van Europees Verkiezers Platform Nederland.

## De lijst
1. Jim Janssen van Raaij
2. R.S. Hamelers
3. M.J. van den Acker
4. C. Raaphorst-de Groot
5. C.H. Abrahams-Devid
6. F.C.C. Lathouwers
7. J.D.C. Strijk
8. E. Bal-Anthonissen
9. W.J. ter Kulve-van Os
10. J.M. Spätgens
11. A. van Maanen
12. R.A. Kraft
13. J. Harte
14. J.E. van Leeuwen-Veldhuizen
15. T. Jansen
16. J. Kollaard
17. D.J. Zeefuik
18. A. Dubbeldam
19. J.P.F.M. Hageman
20. B.G.L. Wild
21. R.G.J. Reker
22. A.J. Kortekaas
23. J.G.M. ten Oever
24. W.R. Meijer